# Manfred Gregor
Gregor Dorfmeister, dit Manfred Gregor, est un journaliste et écrivain allemand, né le 7 mars 1929 à Tailfikgen et mort le 4 février 2018 à Bad Tölz. Il est l’auteur de plusieurs romans, dont certains, traduits en français, ont donné lieu à des adaptations cinématographiques : Le Pont (Die Brücke, 1959), réalisé par Bernhard Wicki, et Ville sans pitié (Town Without Pity, 1961), réalisé par Gottfried Reinhardt.

## Biographie
Au cours du dernier mois de la Seconde Guerre mondiale en Europe, alors âgé de 16 ans, Gregor est incorporé dans la Volkssturm, chargé de défendre le « front intérieur ». Quelques semaines plus tard, assigné avec deux autres adolescents à la défense impossible d'un pont sans intérêt stratégique, il déserte. Les deux autres adolescents demeurent en poste et sont tués dans la nuit sans parvenir à empêcher les troupes américaines de franchir le pont. Cet événement sera à l'origine de son roman Le Pont.

## Œuvres

### Romans
- Die Brücke (1959) Le Pont, traduit par Solange et Georges de Lalène, Éditions du Seuil, 1960 ; réédition, Paris, LGF, coll. « Le Livre de Poche » no 2778, 1970
- Das Urteil (1960) Ville sans pitié, traduit par Solange et Georges de Lalène, Éditions du Seuil, 1961 ; réédition, Paris, LGF, coll. « Le Livre de Poche » no 5041, 1977
- Die Strasse (1961) La Rue, traduit par Solange et Georges de Lalène, Éditions du Seuil, 1963